# 朱奠堵
石城恭靖王朱奠堵（1427年—1486年），宁獻王朱权之孙，庄惠世子朱磐烒庶四子。
景泰二年（1451年）封為石城王，性格嚴肅果決；端正堅強，家教严格。起初，宁靖王朱奠培与其他郡王关系不好，临川王、弋阳王因此获罪，而朱奠堵谨慎老实，所以没有惹事。儿子朱覲鏑以孝道闻名，早逝，所以由孙子朱宸浮即位，朱宸浮作恶多端，与弟弟朱宸浦、朱宸澅、庶兄朱宸潣都杀人放火，弘治十二年（1499年）相互告訐上奏，朱宸浮、朱宸浦被革為庶人，朱宸澅、朱宸潣被奪俸祿。朱宸澅遂跟寧王朱宸濠一起起兵造反，後遭雷擊而亡。唯獨幼弟朱宸浫品行端正，朱宸濠想逼迫他折服，朱宸浫不從，遂數度遣人放火燒其住家，更劝说宗室資助、供給他以示恩惠，朱宸浫亦推辭不接受。朱宸濠兵敗被捕，朱宸浫未遭到牽連。明朝經學家朱謀㙔即是其後裔。

## 子孫
- 庶一子：石城端隱王朱覲鏑
- 庶二子：鎮國將軍朱覲鏂，天順二年（1458年）三月賜名[4]
  - 第二子：輔國將軍朱宸淌，成化十九年（1483年）十二月賜名[5]，弘治十年（1497年）七月授誥命冠服[6]，夫人張氏[7]
- 庶三子：鎮國將軍→庶人朱覲釧，天順二年（1458年）三月賜名[4]
  - 庶二子：朱宸滋，弘治五年（1492年）七月賜名[8]
- 子：庶人朱宸瀿[9]
  - 第一子：庶人朱拱柾[9]
- 嫡四子：石城長子朱覲鑐，天順二年（1458年）三月賜名[4]，早卒[9]
- 第五子：鎮國將軍朱覲鉛，天順二年（1458年）三月賜名[4]
  - 第一子：輔國將軍朱宸𤁮[10]，弘治十年（1497年）七月授誥命冠服[6]
  - 庶二子：輔國將軍朱宸瀜[10]，弘治二年（1489年）正月賜名[11]，弘治十七年（1504年）八月授誥命冠服[12]，嘉靖二十五年（1546年）以捐祿賑飢受明世宗嘉獎[13]
  - 第三子：輔國將軍朱宸浹[10]，弘治十二年（1499年）十二月賜名[14]
    - 第一子：奉國將軍朱拱㮔[10]
      - 第一子：鎮國中尉朱多煖[10]
        - 第一子：輔國中尉朱謀起[9]
          - 第一子：奉國中尉朱統鐘[9]
          - 第二子：奉國中尉朱統鈒[9]
          - 第三子：朱統鈑，未封[9]

        - 第二子：朱謀𩀹，未封[9]
        - 第三子：朱謀噽，未封[9]

      - 第二子：鎮國中尉朱多爜[10]
      - 第三子：鎮國中尉朱多蒸[9]

    - 第二子：奉國將軍朱拱𣚛[10]
      - 第一子：鎮國中尉朱多焬[10]
        - 第一子：輔國中尉朱謀䟀[9]
          - 第一子：朱統𨦰，未封[9]

        - 第二子：輔國中尉朱謀䟶[9]，娶萬氏[15]
          - 第一子：奉國中尉朱統⿱尤金（1598年1月29日——1666年3月27日），號雪臞，李元鼎爲其撰墓誌銘[15]
            - 第一子：奉國中尉朱議⿱污金[15]
              - 第一子：朱中杏[15]
              - 第二子：朱中棟[15]
              - 第一女：朱氏[15]

            - 第二子：奉國中尉朱議渧，庠名容重，字子莊[15]
              - 第一子：朱中欒[15]
              - 第二子：朱中梧[15]

            - 第三子：奉國中尉朱議踏，早逝[15]
            - 第四子：奉國中尉朱議浙，早逝[15]

      - 第二子：鎮國中尉朱多熞[10]
        - 第一子：輔國中尉朱謀䙵[9]
        - 第二子：輔國中尉朱謀𡐾[9]
          - 第一子：朱統錥，未封[9]

        - 第三子：輔國中尉朱謀⿳大䀠土[9]
        - 第四子：輔國中尉朱謀𱁏[9]

    - 第三子：奉國將軍朱拱樨[10]
      - 第一子：鎮國中尉朱多熟[10]
      - 第二子：鎮國中尉朱多煯[9]
      - 第三子：鎮國中尉朱多𤐌[9]
        - 第一子：輔國中尉朱謀壒[9]

  - 第四子：輔國將軍朱宸江[10]
    - 第一子：朱拱椿，早卒未封[9]
    - 第二子：奉國將軍朱拱𣛮[9]
    - 第三子：奉國將軍朱拱柺[9]
      - 第一子：鎮國中尉朱多𤆞[9]
        - 第一子：朱謀𪢍，未封[9]

      - 第二子：朱多燔，未封[9]
      - 第三子：朱多⿰火备，未封[9]

    - 第四子：奉國將軍朱拱桂[9]
      - 第一子：鎮國中尉朱多鱬[9]
      - 第二子：鎮國中尉朱多魹[9]
      - 第三子：鎮國中尉朱多𩶽[9]
      - 第四子：鎮國中尉朱多灴[9]
      - 第五子：朱多燋，未封[9]

  - 第五子：輔國將軍朱宸𤄺[9]
  - 第六子：輔國將軍朱宸澤[10]
    - 第一子：朱拱㭫，早卒未封[9]
    - 第二子：奉國將軍朱拱棏[10]
      - 第一子：鎮國中尉朱多𤉷[10]
        - 第一子：輔國中尉朱謀𤭝[9]
        - 第二子：輔國中尉朱謀緸[9]

      - 第二子：鎮國中尉朱多炗[9]
        - 第一子：輔國中尉朱謀𧽶[9]
          - 第一子：朱統⿰金攸，未封[9]

        - 第二子：輔國中尉朱謀墮[9]
        - 第三子：輔國中尉朱謀坌[9]

      - 第三子：鎮國中尉朱多䰼[9]
        - 第一子：輔國中尉朱謀𦤸[9]
        - 第二子：輔國中尉朱謀𧹛[9]
        - 第三子：輔國中尉朱謀𧰀[9]
        - 第四子：輔國中尉朱謀堗[9]
        - 第五子：朱謀䜃，未封[9]

      - 第四子：鎮國中尉朱多䎡[9]
      - 第五子：鎮國中尉朱多煜[9]
        - 第一子：輔國中尉朱謀隽[9]
        - 第二子：輔國中尉朱謀赮[9]

    - 第三子：奉國將軍朱拱㭁[10]
      - 第一子：鎮國中尉朱多㶾[9]
        - 第一子：輔國中尉朱謀垓[9]
        - 第二子：輔國中尉朱謀僥[9]
        - 第三子：輔國中尉朱謀穀[9]
        - 第四子：輔國中尉朱謀晊[9]

      - 第二子：鎮國中尉朱多㷎[9]
      - 第三子：鎮國中尉朱多𢄺[9]

    - 第四子：奉國將軍→庶人朱拱栯[10]，萬曆十三年（1585年）廢爲庶人[16]
      - 第一子：鎮國中尉朱多赭[9]

    - 第五子：奉國將軍朱拱[10]
      - 第一子：鎮國中尉朱多默[9]
      - 第二子：鎮國中尉朱多𰞱[9]
        - 第一子：輔國中尉朱謀葑[9]
        - 第二子：朱謀侍，未封[9]

      - 第三子：鎮國中尉朱多𱬱[9]
      - 第四子：鎮國中尉朱多鯉[9]

    - 第六子：奉國將軍朱拱梓[10]
      - 第一子：鎮國中尉朱多䊏[9]
      - 第二子：鎮國中尉朱多𤏶[9]
      - 第三子：鎮國中尉朱多䪯[9]
      - 第四子：鎮國中尉朱多炂[9]
        - 第一子：朱謀壁，未封[9]
        - 第二子：朱謀𰊦，未封[9]

    - 第七子：奉國將軍朱拱棟[10]
      - 第一子：鎮國中尉朱多⿰㷠邑[9]
        - 第一子：朱謀𰊠，未封[9]
        - 第二子：朱謀寺，未封[9]

    - 第八子：奉國將軍朱拱樑[10]
      - 第一子：鎮國中尉朱多䵸[9]
        - 第一子：朱謀圤，未封[9]

      - 第二子：鎮國中尉朱多䍢[9]

    - 第九子：奉國將軍朱拱椋[10]
      - 第一子：鎮國中尉朱多𰊤[9]
      - 第二子：鎮國中尉朱多⿰光虎[9]

    - 第十子：奉國將軍朱拱㭳[10]
      - 第一子：鎮國中尉朱多䲛[9]
      - 第二子：鎮國中尉朱多炟[9]
- 第六子：鎮國將軍→庶人→鎮國將軍朱覲鏈（1481年1月9日——1542年5月7日）[17]，弘治七年（1494年）七月授誥命冠服[18]
  - 嫡二子：輔國將軍朱宸瀹[9]，弘治十七年（1504年）二月賜名[19]，早卒，娶吳氏[17]
  - 子：輔國將軍朱宸濾[10]，娶江氏[17]
    - 第一子：奉國將軍朱拱桮[10]
      - 第一子：鎮國中尉朱多鮪[9]
      - 第二子：鎮國中尉朱多𤊺[9]

    - 第二子：朱拱柢，早卒未封[9]
    - 第三子：奉國將軍朱拱棉[10]
      - 第一子：鎮國中尉朱多焳[9]
        - 第一子：朱謀崔，未封[9]

      - 第二子：鎮國中尉朱多㷘[9]
      - 第三子：鎮國中尉朱多𭨬[9]
        - 第一子：朱謀城，未封[9]
        - 第二子：朱謀雀，未封[9]

    - 第四子：奉國將軍朱拱檟[10]
      - 第一子：鎮國中尉朱多𤒬[9]
        - 第一子：朱謀里，早卒未封[9]

      - 第二子：鎮國中尉朱多菼[9]
        - 第二子：朱謀𨾚，未封[9]

      - 第三子：鎮國中尉朱多𩎷[9]
      - 第四子：鎮國中尉朱多𩷺[9]

    - 第五子：奉國將軍朱拱桵[10]
      - 第一子：鎮國中尉朱多⿰犭𬉸[9]
      - 第二子：鎮國中尉朱多⿰犭𤆅[9]
      - 第三子：朱多烍，未封[9]

  - 庶子：輔國將軍朱宸泗[10][20]，娶鄭氏[17]
    - 第一子：奉國將軍朱拱様[10]
      - 第一子：鎮國中尉朱多鮑[9]
        - 第一子：朱謀喜，未封[9]

      - 第二子：鎮國中尉朱多焧[9]
        - 第一子：輔國中尉朱謀𢨫[9]
        - 第二子：輔國中尉朱謀握[9]
        - 第三子：朱謀㲝，未封[9]

    - 第二子：奉國將軍朱拱杓[10]
      - 第一子：鎮國中尉朱多談[9]
        - 第一子：朱謀𢼣，早卒未封[9]

    - 第三子：奉國將軍朱拱𣕚[10]
      - 第一子：鎮國中尉朱多𩹎[9]
      - 第二子：鎮國中尉朱多𩸆[9]
      - 第三子：鎮國中尉朱多灼[9]
      - 第四子：朱多炥，未封[9]

  - 子：輔國將軍朱宸涊[10]，娶舒氏[17]
    - 第一子：奉國將軍朱拱櫸[9]
      - 第一子：鎮國中尉朱多𤍕[9]
      - 第二子：鎮國中尉朱多𦠺[9]
      - 第三子：鎮國中尉朱多炪[9]

    - 第二子：奉國將軍朱拱杽[9]
    - 第三子：奉國將軍朱拱櫋[9]

  - 女：江夏郡主[17]
- 第七子：鎮國將軍→庶人→鎮國將軍朱覲鉉，成化十九年（1483年）十二月賜名[5]，弘治七年（1494年）七月授誥命冠服[18]
  - 第一子：輔國將軍朱宸渝[10]
    - 第一子：奉國將軍朱拱𣝉[9]
    - 第二子：奉國將軍朱拱𣑕[9]
    - 第三子：奉國將軍朱拱[9]

  - 第二子：庶人朱宸泔[10]